# Himne de Cantàbria
L'Himne de la Muntanya és l'himne oficial de Cantàbria. Fou compost per Juan Guerrero Urresti el 1926 per encàrrec de la Diputació Provincial de Santander, i arreglat pel folklorista José del Rio. La Llei 3/1987, de 6 de març, establí que aquesta composició musical seria l'himne oficial de Cantàbria.